# Platypolia anceps
Platypolia anceps là một loài bướm đêm trong họ Noctuidae.